# Gare de La Forge del Mitg
La gare de La Forge del Mitg est une gare ferroviaire française, fermée, de la ligne d'Arles-sur-Tech à Prats-de-Mollo, située dans le hameau de La Forge del Mitg, sur le territoire de la commune de Saint-Laurent-de-Cerdans, dans le département des Pyrénées-Orientales, en région administrative Occitanie.
Elle est mise en service en 1913 par la Compagnie des chemins de fer des Pyrénées-Orientales (CFPO) et fermée au service des voyageurs en 1937 par la CFPO.

## Situation ferroviaire
Établie à 600 mètres d'altitude, la gare de La Forge del Mitg est située sur la ligne d'Arles-sur-Tech à Prats-de-Mollo, entre les gares de Manyaques et de Saint-Laurent-de-Cerdans.

## Histoire
La gare de La Forge del Mitg est mise en service le 1er août 1913 par la Compagnie des chemins de fer des Pyrénées-Orientales (CFPO), lorsqu'elle ouvre à l'exploitation la ligne d'Arles-sur-Tech à Prats-de-Mollo.
Cette gare est fermée le 1er juin 1937 lors de la fermeture de la ligne par CFPO.

## Patrimoine ferroviaire
En octobre 2008, le bâtiment de la gare est toujours présent.